# Viaduc de Pfaffenthal
Le viaduc de Pfaffenthal (luxembourgeois : Pafendaller Viaduc) est un pont ferroviaire luxembourgegois de la ligne 1 situé à Luxembourg et permettant de franchir un méandre de la vallée de l'Alzette encadrant le quartier de Clausen au nord de la Ville-Haute.

## Situation ferroviaire
Le viaduc est situé sur la ligne 1, de Luxembourg à Troisvierges-Frontière entre le viaduc de Clausen, dont il constitue la suite directe et le viaduc Dräi Eechelen.

## Histoire
Le viaduc est construit selon les plans de la Waring Brothers et est ouvert en 1862, en même temps que la ligne du Nord concédée à la Société royale grand-ducale des chemins de fer Guillaume-Luxembourg.

## Caractéristiques
Le viaduc de Pfaffenthal est long de 257 mètres.